# بختیار (فیلم)
بختیار (روسی: Бахтияр) یک فیلم کمدی محصول ۱۹۵۵ شوروی به کارگردانی لطیف صفاروف است. 